# Batignolles-Chatillon 25t
Char 25t Batignolles-Châtillon — опытный французский танк, классифицировавшийся как лёгкий, но имеющий массу среднего. Разрабатывался в начале 1950-х годов. Char 25t должен был стать основным танком в вооружённых силах Франции, заменив существующий AMX-13, но в итоге эту позицию занял AMX-30.

## История создания
В послевоенный период совершенствование кумулятивных снарядов привело к стремительному росту бронебойных характеристик противотанкового вооружения, и броня перестала играть ключевую роль в сражениях. Как следствие, военным руководством Франции было принято решение о создании быстрого и мобильного танка с хорошим вооружением. Создание поручили компании Batignolles-Châtillon. Char 25t должен был стать заменой лёгкому танку AMX-13. Кроме того, экипаж танка увеличился на одного человека: два члена экипажа должны были располагаться в башне и ещё два в корпусе танка. У своего предшественника он унаследовал «качающуюся» башню типа TO90/930, переднее расположение двигателя и магазин барабанного типа.

## Судьба проекта
В 1954 году были изготовлены два прототипа. После годовых испытаний в 1955 году решено было закрыть проект в пользу другого танка, впоследствии получившего обозначение AMX-30. Причинами послужили ненадёжность новой гидравлической подвески, необходимость постоянного техобслуживания ходовой части после применения танка, уменьшение интереса к башням «качающего» типа и газопроницаемая башня, которая в условиях возможной ядерной войны являлась неприемлемой.
Единственный экземпляр сохранился в музее бронетехники в Сомюре, во Франции.